# オレッジョ・カステッロ
オレッジョ・カステッロ（伊: Oleggio Castello）は、イタリア共和国ピエモンテ州ノヴァーラ県にある、人口約2,200人の基礎自治体（コムーネ）。

## 地理

### 位置・広がり
| 隣接するコムーネは以下の通り。 - アローナ - コミニャーゴ - ガッティコ - パルッツァーロ |

## 行政

### 分離集落
オレッジョ・カステッロには、以下の分離集落（フラツィオーネ）がある。
- Campora, Ceserio, La Valle